# El Moderno
El Moderno és un edifici de Vilafranca que es va construir al 1926 pel doctor Manuel Palomo Pallarés per a clínica i habitatge que va revolucionar Vilafranca amb el seu nou estil Modernista.
El senyor Manuel va ser el fundador de la Banda de Música en (1928) i promotor de la construcció de la Plaça de Bous (1933).

És un immoble amb façana arrodonida que combina elements modernistes i academicistes, excel·lent mostra d'arquitectura peculiar al centre de Vilafranca.